# Motohasunuma (metropolitana di Tokyo)
Motohasunuma (本蓮沼駅?, Motohasunuma-eki) è una stazione della metropolitana di Tokyo che si trova a Toshima. La stazione è servita dalla linea Mita della Toei Metro.

## Struttura
La stazione è dotata di una piattaforma centrale a isola con due binari sotterranei.
| 1 | Linea Mita | per Sugamo, Hibiya, Shirokane-Takanawa, Meguro e linea Tōkyū Tōyoko |
| 2 | Linea Mita | per Takashimadaira e Nishi-Takashimadaira                           |

## Stazioni adiacenti
| «               | Servizio   | »              |
| Linea Mita      | Linea Mita | Linea Mita     |
| --------------- | ---------- | -------------- |
| Itabashi-honchō | -          | Shimura-sakaue |